# Embrace (álbum de Armin van Buuren)
Embrace é o sexto álbum de estúdio do DJ e produtor Armin van Buuren. Foi lançado em 29 de outubro de 2015 pela gravadora Armada Music. Este álbum contou com as colaborações, entre outros, de Cosmic Gate, Gavin DeGraw, Hardwell e Mr. Probz.

## Composição
Em sua página oficial e em seu programa de rádio A State of Trance, Armin van Buuren disse: "Depois de 76, Shivers, Imagine, Mirage e Intense, optei por outro título de álbum que consistia em uma única palavra: "Embrace". A ideia de "Embrace" era mesclar diferentes instrumentos e sons, e incorporá-los dentro de meu som. Espero que meus fãs aceitem "Embrace" como um novo episódio da minha vida.

## Faixas
Em 1º de outubro de 2015, foi anunciada as faixas de Embrace no episódio número 733 do seu programa de rádio A State of Trance.
| N.º            | Título                                        | Compositor(es)                                                                | Duração |  |
| 1.             | "Embrace" (feat. Eric Vloeimans)              | Armin van Buuren Benno de Goeij Eric Vloeimans                                | 7:36    |  |
| 2.             | "Another You" (feat. Mr. Probz)               | van Buuren de Goeij Dennis Princewell Stehr Niels Geusebroek                  | 3:10    |  |
| 3.             | "Strong Ones" (feat. Cimo Fränkel)            | van Buuren de Goeij Sebastian Thott Andreas Moe Cimo Fränkel                  | 3:08    |  |
| 4.             | "Make It Right" (feat. Angel Taylor)          | van Buuren de Goeij Angel Mae Taylor                                          | 5:41    |  |
| 5.             | "Face of Summer" (feat. Sarah Decourcy)       | van Buuren de Goeij Sarah Decourcy                                            | 6:38    |  |
| 6.             | "Heading Up High" (feat. Kensington)          | van Buuren de Goeij Casper Starreveld Eloi Youssef Niles Vandenberg Jan Haker | 3:52    |  |
| 7.             | "Gotta Be Love" (feat. Lyrica Anderson)       | van Buuren de Goeij Lyrica Anderson                                           | 6:41    |  |
| 8.             | "Hands to Heaven" (feat. Rock Mafia)          | van Buuren de Goeij Tim James Antonina Armato                                 | 6:02    |  |
| 9.             | "Caught in the Slipstream" (feat. BullySongs) | van Buuren de Goeij Andrew Bullimore                                          | 5:07    |  |
| 10.            | "Embargo" (com Cosmic Gate)                   | van Buuren de Goeij Claus Terhoeven Stefan Bossems                            | 5:19    |  |
| 11.            | "Freefall" (feat. BullySongs)                 | van Buuren de Goeij Andrew Bullimore                                          | 3:19    |  |
| 12.            | "Indestructible" (feat. DBX)                  | van Buuren de Goeij Daniel Bell                                               | 3:16    |  |
| 13.            | "Old Skool"                                   | van Buuren de Goeij                                                           | 3:56    |  |
| 14.            | "Off the Hook" (com Hardwell)                 | van Buuren de Goeij Robbert van de Corput                                     | 5:44    |  |
| 15.            | "Looking for Your Name" (feat. Gavin DeGraw)  | van Buuren de Goeij Gavin Shane DeGraw                                        | 4:53    |  |
| Duração total: | Duração total:                                | Duração total:                                                                | 74:28   |  |

## Desempenho nas tabelas musicais
| Tabela musical (2015)                    | Melhor posição |
| ---------------------------------------- | -------------- |
| Alemanha (Offizielle Deutsche Charts)    | 73             |
| Bélgica (Ultratop Flandres)              | 40             |
| Bélgica (Ultratop Valônia)               | 53             |
| Canadá (Billboard)                       | 92             |
| Países Baixos (Dutch Charts)             | 1              |
| Polónia (ZPAV)                           | 23             |
| Suíça (Schweizer Hitparade)              | 82             |
| Estados Unidos (Dance/Electronic Albums) | 4              |